# Tim Cafe
Timothy John « Tim » Cafe est un skieur alpin néo-zélandais, né le 12 août 1987 à Invercargill.

## Biographie
Il commence le ski à l'âge de deux ans et passe son enfance à Queenstown.
Cafe fait ses débuts dans des courses FIS en 2002, puis participe essentiellement à la Coupe australo-néo-zélandaise, où il monte sur son premier podium en 2006, puis remporte deux victoires en 2008 au Mont Hunt (super G et super-combiné).
En 2009, il prend part à ses premiers championnats du monde à Val d'Isère, pour terminer au mieux 36e du super G.
Il prend part à quatre manches de Coupe du monde, trois en slalom géant et une en super G en 2010 et 2011.
Aux Jeux olympiques d'hiver de 2010, à Vancouver, pour sa seule course au programme, il est 38e du super G.
En 2011, pour son ultime compétition majeure aux Championnats du monde 2011 à Garmisch-Partenkirchen, il établit son meilleur classement dans l'élite avec une 31e place au super G.
Il devient après sa carrière sportive entraîneur et s'occupe notamment d'Alice Robinson chez les jeunes à Coronet Peak.

## Palmarès

### Jeux olympiques
| Épreuve / Édition | Vancouver 2010 |
| Super G           | 38e            |

### Championnats du monde
| Épreuve / Édition | Val d'Isère 2009 | Garmisch-Partenkirchen 2011 |
| Super G           | 36e              | 31e                         |
| Slalom géant      | 46e              | 43e                         |
| Slalom            | Disqualifié      | Abandon                     |